# Kwamouth (territorium)
Kwamouth är ett territorium i Kongo-Kinshasa. Det ligger i provinsen Mai-Ndombe, i den västra delen av landet, 160 km nordost om huvudstaden Kinshasa.